# Шмидт, Вильям Владимирович
Ви́льям Влади́мирович Шми́дт (12 сентября 1969 года, Пинск, Брестской обл., БССР, СССР — 26 декабря 2020 года, Москва) — российский религиовед, философ и историк религии, издатель документов и материалов по истории Русской Церкви, социально-политической и религиозно-философской мысли.
Доктор философских наук, профессор, директор Центра религиоведческих и этнокультурных исследований и экспертизы Института государственной службы и управления Российской академии народного хозяйства и государственной службы при Президенте Российской Федерации; государственный советник Российской Федерации 1 класса; заместитель председателя Ассамблеи народов России..

## Биография

### Образование и учёные степени
В 1988 году окончил школьное отделение Пинского педагогического училища им. А. С. Пушкина.
В 1995 году окончил  Французский университетский колледж (МГУ-Сорбонна) по специальности «страноведение (исследователь французской цивилизации)».
В 1996 году окончил философский факультет, в 1997 году факультет журналистики МГУ им. М. В. Ломоносова.
В 2006 году окончил факультет международных отношений Дипломатической академии МИД России.
В 2017 году окончил Московский православный институт св. Иоанна Богослова.
В 1996 году окончил аспирантуру Института сравнительной политологии и проблем рабочего движения РАН, по научной специальности 23.00.02 — политические институты и процессы.
В 1997 году аспирантуру Института психологии РАН по научной специальности 19.00.05 — социальная психология.
В 2000 году аспирантуру философского факультета МГУ имени М. В. Ломоносова по научной специальности 09.00.06 — философия религии и религиоведение) и защитил диссертацию на соискание учёной степени кандидата философских наук по теме «Религиозно-философские воззрения и система богословия Патриарха Никона».
В 2007 году окончил докторантуру при кафедре государственно-конфессиональных отношений Российской академии государственной службы при Президенте Российской Федерации по направлению 09.00.13 — религиоведение, философская антропология, философия культуры и защитил диссертацию на соискание учёной степени доктора философских наук по теме «Патриарх Никон и его наследие в контексте русской истории, культуры и мысли: опыт демифологизации».
Почётный научный сотрудник Отделения религиоведения Института философии им. Г. Сковороды Национальной академии наук Украины.
Имеет благодарность Комитета по образованию и науке Совета Федерации Федерального Собрания Российской Федерации «за вклад в развитие российского религиоведения, теоретические и прикладные исследования в области религиозно-философского наследия, разработку стратегических и идеологических моделей и направлений развития общественно-государственных и социально-политических процессов», награждён Почетной грамотой Федерального агентства по делам национальностей «За существенный вклад вклад в реализацию государственной национальной политики Российской Федерации».
4 декабря 2020 года был госпитализирован с коронавирусом, имея 80 % поражения лёгких, тромбоэмболией лёгочной артерии и мелкими тромбами в трахее, и умер вечером 26 декабря 2020 года, после перевода в отделение реанимации на искусственную вентиляцию лёгких.

### Научная деятельность

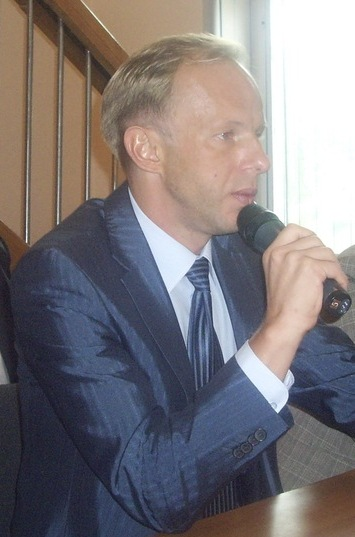
Юбилей кафедры философии религии и религиоведения МГУ

Сфера интересов — теоретические и прикладные исследования религиозно-философского наследия, историко-культурных процессов становления и развития сообществ (малых и больших групп) на основе археографических источников; история идей, институциональное становление и развитии (индивид, общество / конфессия, государство; межличностные, межгосударственные и межрелигиозные, межконфессиональные отношения), разработка стратегических и идеологических моделей и направлений развития общественно-государственных и социально-политических процессов, информационно-аналитическое и административно-правовое их сопровождение, обеспечение координации участников социально-политического процесса, взаимодействие с политическими, общественными, религиозными объединениями и организациями.
Опираясь на эпистемологический подход, в том числе и разработки Иоахима Ваха, базовой аксиомой для наук о религии (религиоведения) предложил считать модель религиозного комплекса, при том, что собственно религиозный комплекс в религиоведении является одновременно  и объектом, и предметом, и категорией. Это  привело к формированию идеи "Концептуальной модели бытия", в рамках которой предложил новые дефиниции религии.
Религиозный комплекс, согласно В. В. Шмидту, является, в силу его природы, естественным фрактальным образованием и предстает не только в качестве модели картины мира, но и выступает ее онто-гносео-праксео-аксио-логическим ядром (и, соответственно, как "анти" системы приобретает статус сакрального, священного - онтологизируется, в сравнении с которым все иное - социализируется и обладает, среди прочих, признаком темпоральности), отражая, по сути, все основные элементы бытия в их функциях и конкретизируя статус религиозного фактора в процессах и явлениях социальной сферы, – т.е. религиозный комплекс способен выступать аксиомой.
Поскольку религия предстает в виде сложного (полифункционального) объекта – 1) моделью бытия с ин-вариантами миропорядка, 2) миропорядком, принцип организации которого соответствует типу/модели онто[аксиоматика]-логии[логика] и эксплицируется в социальных функциях и аксиологии (к известным добавил 2 доп. функции – телеологическую и регенеративную), 3) системой миропредставления [мировоззренческая система с уровневыми спецификациями] с ин-вариантами причинно-следственных отношений [праксиологии – виды логик и типы аксиологий], – в целях её методологической определенности предложил опираться на второе аксиоматическое допущение: человек – объект, знающий себя как нетождественное себе. Таким образом, с учетом базовых уровней сознания, предлагает три определения Религии – философскую дефиницию, религиозно-догматическую и мифологическую:
- Религия – возникающий на фидеистских интенциях и/или эмпатии субъекта опыт отчуждения модели отношений с миром (А – не-А), включая собственное Я, и предстающий в форме метафизической системы, в которой ино-бытие (трансцендентное) и его проекции (сакральное, ценностное, включая механизм взаимодействия) довлеют наличному (профанному) и переживаются (непосредственно/прямо [катафатически] или инверсивно [апофатически]) в категориях долженствования, субординации и трансгрессии;
- Религия суть противоречие, снимаемое / выражающееся в культе (его форме), который есть (суть) установление тождества между сформированной в результате снятия новой реальностью (= природа) и условиями ее появления;
- Религия суть метафора – совокупность приёмов и механизмов метафоризации явлений в целях получения эпистемы, в которой морально-эстетическое чувственное становится рациональным, а всякое субъективное может претендовать на объективность – объективируется. Религия, таким образом, есть жаждущая бытия (самосознания) эпистема[11].

В 1995 году под руководством зав. кафедрой философии религии и религиоведения Философского факультета МГУ проф. И. Н. Яблокова и при поддержке зам. декана по учебной работе проф. В. В. Миронова подготовил проект институционализации религиоведения – разработал проект Отделения религиоведения  и первый учебный план (согласно решению Ученого совета, Отделение религиоведения было открыто в 1996 году).
В 2004 году при поддержке викария Московской епархии архиепископа Истринского Арсения (Епифанова) и заместителя министра образования России А. Ф. Киселёва выступил с инициативой празднования 400-летия памяти шестого Предстоятеля Русской Церкви – Святейшего Патриарх Никона (1605–1681). В рамках выдвинутой гражданской инициативы (программа включала 19 пунктов) в г. Саранске было издано "Житие Никона, Святейшего Патриарха Московского" и установлен памятник Патриарху Никону (скульптор Н. М. Филатов, архитектор С. П. Ходнев; освящен Святейшим Патраирхом Московским и всея Руси Алексием II в 2006 году).
В 2007 году после назначения на должность заместителя заведующего кафедрой государственно-конфессиональных отношений РАГС заметно усилил её научно-исследовательскую работу; провел ребрендинг журнала "Государство, религия, Церковь в России и зарубежом" (при журнале были основаны две академические серии — археографическая "Наследие" и научно-теоретическая "Вопросы религии и религиоведения"). Совместно с О. Ю. Васильевой, Ф. Г. Овсиенко, М. О. Шаховым принимал участие в международном исследовательском проекте «Глобальные перспективы науки и духовности», что получило высокую оценку специалистов.
В 2009 году участвовал в организации кафедры гуманитарных наук, философии и права в Полесском государственном университете (Беларусь, Пинск), в разработке концепции развития Припятского Полесья в рамках поручения Президента Республики Беларусь и проекта мемориального храма в честь Рождества Пресвятой Богородицы на месте древнейшего центра Киевской Руси, связанного с именем св. равноап. кн. Владимира — Лещинского Свято-Успенского монастыря Турово-Пинской епархии (ныне — Пинская епархия, Белорусский экзархат РПЦ).
В 2016 году совместно с В. А. Михайловым, А. Н. Ненашевым,  М. В. Козловым участвовал в обеспечении поручения Президента Российской Федерации (Пр-2338 от 04.12.2016) по разработке и утверждении профессионального стандарта "Специалист в сфере национальных и религиозных отношений".
В 2018 году в рамках исполнение государственного задания  (РАНХиГС № АААА-А18-118013190105-2) был руководителем научного проекта "Система экспертно-аналитического обеспечения религиозно-политических процессов на региональном и муниципальном уровнях органов законодательной и исполнительной власти Российской Федерации"; а также выступил с инициативой популяризации наследия Российской Федерации в сфере государственно-религиозных отношений — при поддержке Россвязи, ФАДН и МИД России был выпущен маркированный конверт, посвященный 70-летию Всеобщей декларации прав человека, 50-летию Международного пакта о гражданских и политических правах, 25-летию Декларации ООН о правах лиц, принадлежащих к национальным или этническим, религиозным и языковым меньшинствам и 20-летию закона Российской Федерации "О свободе совести и религиозных объединений".
Является руководителем:
- Международного научно-издательского проекта "Антология отечественного религиоведения"[24],
- Межвузовского научно-просветительского проекта "Идеократия: образы, знаки, смыслы"[25],
- Дискуссионной платформы ИГСУ РАНХиГС "Науки о религии: диалоги III тысячелетия"[26];
- Всероссийского конкурса творческих работ учащихся «Я и Россия: мечты о будущем»[27] совместно с Председателем Ассамблея народов России С. К. Смирновой.

Последовательно выступал:
- с идеей отраслевой интеграции и сетевого взаимодействия ведущих центров религиоведения и этнокультурологии на принципах цивилизационного диалога (в 2011 г. в Минске предложил создать международную неправительственную организацию «Евразийская континентальная ассоциация национальных центров религиоведческих и этнокультурных исследований» — идею поддержал Совет директоров Ассоциации институтов философии стран СНГ и Балтии, Европы и Азии)[28];
- за придание теологии статуса научной дисциплины и отрасли знания, а также институционализации профессионального сообщества — Ассоциации российских религиоведческих центров — на принципах деидеологизации и деполитизации[29]; являясь разработчиком профессионального стандарта (№ 1191) «Специалист в сфере национальных и религиозных отношений»[19] также рекомендовал отказаться от его "идеологизации" — ориентированности лишь на сферу государственного управления, поскольку его применение непосредственно связано с обеспечением принципа федерализма Российской Федерации и напрямую обеспечивает реализацию статей 1-3, 5, 11-14 Конституции Российской Федерации[30];
- за придание крупнейшим религиозным объединениям России статуса ограниченного суверена[31][32][33].
- за организацию международного научно-издательского проекта «Патрология Россика»[34];

### Трудовая деятельность
1988—1989 гг. — учитель начальных классов в средней школе г. Пинска.
1989—1992 гг. — срочная служба в Вооружённых силах СССР; курсант Военного Краснознаменного института Министерства обороны СССР
1996—2002 гг. — секретарь Воскресенского Ново-Иерусалимского ставропигиального мужского монастыря Русской Православной Церкви; руководитель Благотворительного центра социального служения, науки, культуры, религии.
2002—2004 гг. — начальник отдела Управления среднего профессионального образования Министерства образования Российской Федерации.
2007—2011 гг. — профессор, заместитель заведующего кафедрой государственно-конфессиональных отношений РАГС,
с 2011 — н.в. — профессор, заместитель заведующего кафедрой национальных и федеративных отношений РАНХиГС; с 2018 — директор Центра религиоведческих и этнокультурных исследований и экспертизы ИГСУ РАНХиГС;
по совместительству — профессор кафедры дипломатии (по 2015 г.) Дипломатической академии МИД России; декан факультета религиоведения, этнокультурологии и регионалистики (по 2013 г.)  Российского православного университета св. Иоанна Богослова.
С 2011 г. — руководитель направлений (профилей) подготовки:
- 47.06.01 – Философия, этика и религиоведение (направленность 09.00.13 – философия религии и религиоведение)[37],
- 41.06.01 – Политические науки и регионоведение (направленность 23.00.03 – Политическая культура и идеологии)[38];
- 41.03.02 – Регионоведение России (академический бакалавриат, до 2016 г.)[39],
- 38.03.04 – Государственное и муниципальное управление (профиль "Этнополитика и государственно-религиозные отношения", до 2016 г.)

В 2010—2013 гг. — председатель Государственной аттестационной комиссии на Философском факультете МГУ по направлению подготовки Религиоведение.
Член диссертационного совета по защите диссертаций на соискание ученой степени:
- Д 501.001.09 (философские науки) при Философском факультете МГУ по специальности 09.00.14 — философия религии и религиоведение
- Д 502.006.11 (философские науки)  при РАНХиГС по специальности 09.00.14 — философия религии и религиоведение
- Д 504.001.14 (политические науки) при РАНХиГС по специальности 23.00.03 — политическая культура и идеологии

Под научным руководством выполнены и защищены докторские исследования:
- Родзинский Дмитрий Леонидович, 2016 г. Философско-антропологическая парадигма бытия и небытия разума: дисс. доктора филос. наук – 09.00.13
- Рупова Розалия Моисеевна, 2018 г. Неопатристический синтез как религиозно-философское течение XX–XXI веков: религиоведческо-антропологический анализ: дисс. доктора филос. наук – 09.00.13
- Логиновский Сергей Сергеевич, 2019. Святоотеческая типология обществ как вариант религиозного осмысления и преобразования социальной реальности: дисс. доктора филос. наук – 09.00.14

кандидатские исследования:
- Митрофанов Юрий Николаевич, 2008 г. Творчество Е.Н. Трубецкого как опыт философского обоснования религиозного мировоззрения: дисс. канд. филос. наук – 09.00.13
- Гончарова Софья Владимировна, 2011 г. Образ человека в религиозном неомодернизме: дисс. канд. филос. наук – 09.00.14
- Ананьев Эдуард Валерьевич, 2011 г. Особенности конфессионального понимания роли социальной деятельности религиозных организаций: дисс. канд. филос. наук – 09.00.14
- Богомазов Валентин Михайлович, 2012 г. Социально-политическое развитие Латинской Америки и Церковь (на основе концепции “теологии освобождения”): дисс. канд. полит. наук – 23.00.04
- Козлов Михаил Владимирович, 2013 г. Религиозный фактор в политическом радикализме на Ближнем Востоке: дисс. полит. наук – 23.00.03
- Козлова Ирина Львовна, 2019 г. Религиоведческая концепция Иоахима Ваха в контексте современных проблем академического религиоведения: дисс. канд. филос. наук – 09.00.14
- Шилов Евгений Вадимович, 2019 г. Философско-богословские предпосылки становления учения о природе души в антропологии Фомы Аквинского: дисс. канд. филос. наук – 09.00.13

Выступил председателем совета РАНХиГС по защите диссертационных исследований:
- Судакова Наталия Евгеньевны, 2019 г. Феномен инклюзии в пространстве современной культуры: дисс. доктора филос. наук – 09.00.13
- Алиев Уалит Саламатович, 2020 г. Эволюция военно-политических процессов на евразийском пространстве в условиях формирования полицентричного мира: дисс. канд. полит. наук – 23.00.04

### Общественная деятельность
- заместитель председателя Ассамблеи народов России[40],
- член Комиссии по вопросам совершенствования законодательства и правоприменительной практики Совета при Президенте Российской Федерации по межнациональным отношениям[3],
- член религиоведческой экспертизы при Управлении Министерства юстиции Российской Федерации по Московской области[3],
- член Управляющего совета Ассоциации российских религиоведческих центров[3],
- член Координационного совета стран СНГ и Балтии по вопросам теоретического и практического религиоведения[3],
- член Экспертного совета исследователей религии при кафедре государственно-конфессиональных отношений РАНХиГС[41],
- эксперт Федеральной службы по надзору в сфере образования и науки (Рособрандзор)[3],
- главный редактор журнала «Евразия: духовные традиции народов»[36] (Россия),
- заместитель главного редактора — координатор советов при редакции журнала (до 2011 г.) «Государство, религия, Церковь в России и за рубежом»[3] (Россия),
- заместитель главного редактора журнала «Евразийский Союз: вопросы международных отношений»[3] (Россия),
- член редакционного совета журнала «Вопросы национальных и федеративных отношений»[3] (Россия),
- член редакционной коллегии журнала (до 2015 г.) «Вестник ПолесГУ. Сер. общественные и гуманитарные науки»[3] (Беларусь),
- член редакционной коллегии журнала "Софія: гуманітарно-релігієзнавчий вісник"[42] (Украина).

## Научные труды

### Монографии
- Патриарх Никон. Труды / научн. исслед., подготовка документов к изд., сост. и общ. ред. В. В. Шмидта. — М.: Изд-во МГУ, 2004. — 164,8 п.л. .
- Патриарх Никон: Стяжание Святой Руси — созидание государства Российского / сост. и общ. ред. В. В. Шмидта, В.А. Юрченкова: в 3 ч. — М.: Изд-во РАГС; Саранск: НИИ Гуманитарных наук при Правительстве Республики Мордовия, 2009–2011. — 88+81+98 п.л.
- Религии России: учебное, справочно-аналитическое пособие по вопросам государственно-конфессиональных отношений и религиоведению / под общ. ред. О.Ю. Васильевой, В.В. Шмидта. — М.: Изд-во РАГС, 2009. — 16 п.л.

Наследие (академическая серия)
- Вып. 1 [институты, процессы, мысль]: Кн. 1: История государственно-конфессиональных отношений в России (X – начало XXI века): хрестоматия в 2 ч. Ч. 1: X – начало XX века; ч. 2: XX – начало XXI века / под общ. ред. Ю.П. Зуева, В.В. Шмидта. М., 2010.
- Вып. 2 [персоналии]. Кн. 1: Митрополит Серафим (Чичагов): летопись жизни и служения / авт.-сост. С.М. Дорошенко, общ. ред. В.В. Шмидта. — М.: Изд-во «Летний сад», 2019. — 94,8 п.л.

Вопросы религии и религиоведения [Антология отечественного религиоведения] (академическая серия)
- Вып. 1. Ч. 1-3: Институт научного атеизма – Институт религиоведения АОН при ЦК КПСС; Ч. 4: Кафедра государственно-конфессиональных отношений РАГС / сост. и общ. ред. Ю.П. Зуева, В.В. Шмидта. — М., 2009.
- Вып. 2: Исследования. Кн. 1(I–II): Религиоведение в России в конце XX – начале XXI в./ сост. и общ. ред. В.В. Шмидта, И.Н. Яблокова при участии Ю.П. Зуева, З.П. Трофимовой.  — М., 2010; Кн. 2: Религиозная и философская антропология: история и современность / сост. И.С. Вевюрко, В.В. Винокуров, И.П. Давыдов, К.И. Никонов, М.М. Шахнович, В.В. Шмидт, И.Н. Яблоков; общ. ред. К.И. Никонова, В.В. Шмидта. — М., 2012.
- Вып. 5: Петербургская религиоведческая школа. Кн. 1. Ч. 1: 1900-е – 1960-е годы / сост. и общ. ред. М.М. Шахнович, В.В. Шмидта; Кн. 2. Ч. 1: Государственный музей истории религии / сост. и общ. ред. Т.А. Терюковой, М.М. Шахнович. В.В. Шмидта. — М., 2010.
- Вып. 6: Религиоведение Украины. Ч. 1: Феномен советского религиоведения: украинский контекст / сост. и общ. ред. Ю.П. Зуева, А.Н. Колодного, Л.А. Филипович, В.В. Шмидта, П.Л. Яроцкого; Ч. 2: Религиоведение Украины конца ХХ – начала XXI в. / сост. и общ. ред. А.Н. Колодного, Л.А. Филипович, В.В. Климова, В.В. Шмидта. — М., 2010.
- Вып. 7: Религиоведение Беларуси. Ч. 2: Очерки истории религиозно-философской мысли Беларуси (актуальные проблемы конца XX – начала XXI в.) / сост. и общ. ред. Н.А. Кутузовой, А.А Лазаревич, В.В. Шмидта. — М., 2012.

### Издание археографических материалов и памятников славяно-русской мысли
- Никон, Патриарх. Возражение, или Разорение смиренаго Никона, Божиею милостию Патриарха, противо вопросов боярина Симеона Стрешнева, еже написа Газскому митрополиту Паисее Ликаридиусу, и на ответы Паисеовы / подготовка текста В. В. Шмидта // Патриарх Никон. Труды. — М.: Изд-во МГУ, 2004. — 27 п.л.
- Никон, Патриарх. Возражение, или Разорение смиренаго Никона, Божиею милостию Патриарха, противо вопросов боярина Симеона Стрешнева, еже написа Газскому митрополиту Паисее Ликаридиусу, и на ответы Паисеовы / подготовка текста В. В. Шмидта // Патриарх Никон. Труды. — М.: Изд-во МГУ, 2004. — 27 п.л.
- Никон, Патриарх. Духовные наставления христианину / подготовка текста В. В. Шмидта // Патриарх Никон. Труды. — М.: Изд-во МГУ, 2004. — 1,8 п.л.
- Никон, Патриарх. Поучение священному чину и причетникам / подготовка текста В. В. Шмидта // Патриарх Никон. Труды. — М.: Изд-во МГУ, 2004. — 0,2 п.л.
- Никон, Патриарх. Слово благополезное о создании монастыря Пресвятые Богородицы Иверския и святаго новаго исповедника и священномученика Филиппа, митрополита Московскаго и всея Руси чудотворца, иже на Святе езере, и о перенесении мощей святаго праведнаго Иакова, иже прежде Боровеческ именовася / подготовка текста В. В. Шмидта // Патриарх Никон. Труды. — М.: Изд-во МГУ, 2004. — 0,7 п.л.
- Никон, Патриарх. Слово о Животворящем Кресте / подготовка текста В. В. Шмидта // Патриарх Никон. Труды. — М.: Изд-во МГУ, 2004. — 0,7 п.л.
- Никон, Патриарх. Слово на моровое поветрие / подготовка текста В. В. Шмидта // Патриарх Никон. Труды. — М.: Изд-во МГУ, 2004. — 0,6 п.л.
- Никон, Патриарх. Слово отвещательно / подготовка текста В. В. Шмидта // Патриарх Никон. Труды. — М.: Изд-во МГУ, 2004. — 0,5 п.л.
- Проект наказа приставу о содержании Никона в Ферапонтове монастыре / подготовка текста В. В. Шмидта // Патриарх Никон. Труды. — М.: Изд-во МГУ, 2004. — 0,2 п.л.
- Прохладный вертоград, или Никоновский лечебник / подготовка текста В. В. Шмидта // Патриарх Никон. Труды. — М.: Изд-во МГУ, 2004. — 1,2 п.л
- Житие Никона, Святейшего Патриарха Московского / предисл. В. В. Шмидта, В. А. Юрченкова, В. Б. Смирновой, подгот. текста В. Б. Смирновой, коммент. В. Б. Смирновой, В. В. Шмидта; НИИ Гуманит. наук при Правительстве Республики Мордовия. — Саранск, 2005. — 11,2 п.л.
- Житие Никона, Патриарха Московского и всея Руси / подготовка текста, коммент. В. В. Шмидта // Патриарх Никон: Стяжание Святой Руси — созидание государства Российского: в 3 ч. — М.: Изд-во РАГС, 2007. Ч. I. — 9,8 п.л.
- История Патриарха Никона / подготовка текста, коммент. В. В. Шмидта, О. Н. Бондаревой, С. М. Дорошенко // Патриарх Никон: Стяжание Святой Руси — созидание государства Российского: в 3 ч. — М.: Изд-во РАГС, 2007. Ч. I. — 12,6 п.л.
- История о Царях и Великих Князьях земли Русской / подготовка текста В. В. Шмидта // Патриарх Никон: Стяжание Святой Руси — созидание государства Российского: в 3 ч. — М.: Изд-во РАГС, 2007. Ч. III. — 3 п.л.
- Назидание благочестивым Государем / подготовка текста В. В. Шмидта // Патриарх Никон: Стяжание Святой Руси — созидание государства Российского: в 3 ч. — М.: Изд-во РАГС, 2007. Ч. I. — 1,7 п.л
- Наставление и предохранения в тлетворных воздух / подготовка текста В. В. Шмидта // Патриарх Никон: Стяжание Святой Руси — созидание государства Российского: в 3 ч. — М.: Изд-во РАГС, 2007. Ч. I. — 0,2 п.л.
- Об иконописании: Список с грамоты Святейших трех Патриархов / подготовка текста В. В. Шмидта // Патриарх Никон: Стяжание Святой Руси — созидание государства Российского: в 3 ч. — М.: Изд-во РАГС, 2007. Ч. I. — 0,5 п.л.
- О должности всяка верна, суща в защищении святыя Церкви противу еретиков / подготовка текста В. В. Шмидта // Патриарх Никон: Стяжание Святой Руси — созидание государства Российского: в 3 ч. — М.: Изд-во РАГС, 2007. Ч. I. — 0,7л.
- О скорбех по луннику / подготовка текста В. В. Шмидта // Патриарх Никон: Стяжание Святой Руси — созидание государства Российского: в 3 ч. — М.: Изд-во РАГС, 2007. Ч. I. — 0,1 п.л.
- Описание вин, ими же к погибели и к разорению всякая царства приходят и с которыми делы в целости и смирении содержатся и строятся / подготовка текста В. В. Шмидта // Патриарх Никон: Стяжание Святой Руси — созидание государства Российского: в 3 ч. — М.: Изд-во РАГС, 2007. Ч. I. — 0,7 п.л.
- Приветствия на разные случаи / подготовка текста В. В. Шмидта // Патриарх Никон: Стяжание Святой Руси — созидание государства Российского: в 3 ч. — М.: Изд-во РАГС, 2007. Ч. I. — 1,5 п.л.
- Увещания на разные случаи / подготовка текста В. В. Шмидта // Патриарх Никон: Стяжание Святой Руси — созидание государства Российского: в 3 ч. — М.: Изд-во РАГС, 2007. Ч. I. — 2,2 п.л.
- Сказание о различных ересех и о хулении на Господа Бога и Пресвятую Богородицу, содержимых от неведения в знаменных книгах (сочинение монаха Евфросина в год 7159 [1651], когда Царь Алексей Михайлович обратил внимание Патриарха на безпорядки в чтении и пении церковном) / подготовка текста В. В. Шмидта // Патриарх Никон: Стяжание Святой Руси — созидание государства Российского: в 3 ч. — М.: Изд-во РАГС, 2007. Ч. I. — 2,3 п.л.
- Таможенный и торговый уставы / подготовка текста В. В. Шмидта // Патриарх Никон: Стяжание Святой Руси — созидание государства Российского: в 3 ч. — М.: Изд-во РАГС, 2007. Ч. I. — 2,1 п.л.
- Киприан (Kерн), архимандрит. Русские переводы патристических текстов: Библиографический справочник / подготовка текста В. В. Шмидта // Патриарх Никон: Стяжание Святой Руси — созидание государства Российского: в 3 ч. — М.: Изд-во РАГС, 2007. Ч. I. — 4 п.л.
- Пересветов И.С. О Государской мудрости военной / подготовка текста В. В. Шмидта // Патриарх Никон: Стяжание Святой Руси — созидание государства Российского: в 3 ч. — М.: Изд-во РАГС, 2007. Ч. I. — 0,7 п.л.
- Симеон Полоцкий. Покаянный плач Царя Алексея Михайловича: глас последний ко Господу Богу / подготовка текста В. В. Шмидта // Патриарх Никон: Стяжание Святой Руси — созидание государства Российского: в 3 ч. — М.: Изд-во РАГС, 2007. Ч. I. — 1,7 л.
- Забелин И. Е. Первое водворение в Москве греколатинской и общей европейской науки / публ. Шмидт В. В. // Государство, религия, Церковь в России и за рубежом. — 2009. — № 1.
- Храповицкий А. Патриарх Никон и Россия / публ. Шмидт В. В. // Государство, религия, Церковь в России и за рубежом. — 2008. — № 1–2 (42–43).
- Зызыкин М. В. Патриарх Никон: его государственные и канонические идеи / публ. Шмидт В. В. // Государство, религия, Церковь в России и за рубежом. — 2008. — № 1–2 (42–43).
- Юнгеров П. А. Вероучение Псалтири, его особенности и значение в общей системе библейского вероучения / публ. Шмидт В. В. // Государство, религия, Церковь в России и за рубежом. — 2009. — № 4 спец. вып.
- Сергий Терновский, прот. Толкование особых изречений в церковной Псалтири, изложенное по руководству святых отцов Церкви / публ. Шмидт В.В. // Государство, религия, Церковь в России и за рубежом. — 2009. — № 4 спец. вып.
- Kochanowski Jan. Psalterz Dawidów / подготовка текста В. В. Шмидт // Государство, религия, Церковь в России и за рубежом. — 2009. — № 4 спец. вып.
- Сумароков А. П. Стихотворная псалтырь / подготовка текста В. В. Шмидт // Государство, религия, Церковь в России и за рубежом. — 2009. — № 4 спец. вып.
- Амвросий (Зертис-Каменский), архиепископ. Псалтирь нарицаемая Книга Песней вновь переведенная в Москве / подготовка текста В. В. Шмидта // Государство, религия, Церковь в России и за рубежом. — 2009. — № 4 спец. вып.
- Псалтирь рифмованная перевод 1930 Коломна В. А. Пробатов (1866-1956), подготовка текста и владелец авторских прав Быков В. В.,общая редакция В.В. Шмидт, // Государство, религия, Церковь в России и за рубежом. - 2009.- № 4 спец. вып.

### Статьи
- Шмидт В. В. Свод «Судного дела» Никона, Патриарха Московского и всея Руси, и других архивных материалов как проблема интерпретации // ИНИОН РАН. Деп. ст. № 55296. — М., 1999.
- Шмидт В. В. Патриарх Никон: труды и воззрения: интерпретация религиозно-философской традиции // ИНИОН РАН. Деп. ст. № 55297. — М., 1999.
- Шмидт В. В. Воззрения и труды Патриарха Московского и всея Руси Никона (Святая Русь: от третьего Рима к Новому Иерусалиму) // Вестник Московского университета. Сер. 7: Философия. — 2001. — № 4.
- Шмидт В. В. Жизнеописание Святейшего Патриарха Никона // Журнал Московской Патриархии. — 2002. — № 11.
- Шмидт В. В. Никон, Патриарх Московский, и его Воскресенский монастырь Новый Иерусалим // Богословские труды. — М., 2002. — № 37.
- Шмидт В. В. Никон, милостью Божией Патриарх: от господствующей идеологии к историческому наследию // Социальные конфликты в России XVII—XVIII веков: материалы Всерос. науч.-практ. конф. (Саранск, НИИ ГН при Правительстве Респ. Мордовия, 20-22 мая 2004 г.). — Саранск, 2005.
- Шмидт В. В. Никон, Патриарх: история и истории // Саранские Епархиальные ведомости. — 2006. — № 6. — С. 38-71; № 9. С. 53-73.
- Шмидт В. В. Стяжание Святой Руси — созидание государства Российского: эпоха Патриарха Никона // Православная цивилизация: прошлое, настоящее, будущее: сб. мат-лов межрегиональной конференции (Самара, 15-17 сентября 2006 г.). — Самара, 2006. — С. 86-97.
- Шмидт В. В. Патриарх Никон и его эпоха: Историко-философские аспекты государственной идеологии // Власть. — 2007. — № 6.
- Шмидт В. В. Патриарх Никон: от мифа к реальности: (осмысление историко-философского бытия) // Религиоведение. — 2007. — № 3-4.
- Шмидт В. В., Васильева Е. Е., Кручинина А. Н. Патриарх Никон: Традиция и современность: (Русское певческое искусство второй половины XVII — начала XVIII века) // Государство, религия, Церковь в России и за рубежом: Информационно-аналитический бюллетень. — 2007. — № 1.
- Шмидт В. В. Никон, Патриарх: история и истории // Патриарх Никон: История и современность: мат-лы Всерос. науч. конференции, посвященной 400-летию со дня рождения Святейшего Патриарха Никона. (Саранск, НИИ ГН при Правительстве Респ. Мордовия, 27-28 октября 2005). — Саранск, 2007.
- Шмидт В. В. Интерпретация личности патриарха Никона в России и за рубежом (на примере исследования Дж. Биллингтона «Икона и топор») // Политические исследования. — 2008. — № 2.
- Шмидт В. В. Аксио-онтологическое наследие цивилизации: о перспективах бытия «славяно-русского мира» // Вестник Полесского государственного университета. Сер. общественные и гуманитарные науки. — 2008. — № 2.
- Шмидт В. В. Никоноведение: библиография, историография и историософия // Государство, религия, Церковь в России и за рубежом. — 2008. — № 3-4 (44-45).
- Шмидт В. В. Патриарх Никон: наследие // Государство, религия, Церковь в России и за рубежом. — 2008. — № 1-2 (42-43).
- Шмидт В. В. Новый Иерусалим: Аще не Господь созиждет, всуе трудишася зиждущии (к 325-летию освящения Воскресенского собора монастыря Нового Иерусалима) Архивная копия от 11 июня 2012 на Wayback Machine // «Государство, религия, Церковь в России и за рубежом». — 2009. — № 2 (спец. вып.).
- Шмидт В. В., Васильева О. Ю. Патриарх Никон и его наследие в русской истории, культуре и мысли: материалы дискуссии // Государство, религия, Церковь в России и за рубежом. — 2009. — № 2 (спец. вып.).
- Шмидт В. В., Дорошенко С. М., Васильева О. Ю. Хронограф: век XVII // Государство, религия, Церковь в России и за рубежом. — 2009. — № 2 (спец. вып.).
- Шмидт В. В. Палестина Святой Руси (путеводитель с душепопечительным славословием) // Государство, религия, Церковь в России и за рубежом. — 2009. — № 2 (спец. вып.).
- Шмидт В. В. Скрижали «симфонии»: Воскресенский монастырь Нового Иерусалима — стяжание Града Небесного // Государство, религия, Церковь в России и за рубежом. — 2009. — № 2 (спец. вып.).
- Шмидт В. В. Новый Иерусалим как проблема гражданского попечения: предисловие // Государство, религия, Церковь в России и за рубежом. — 2009. — № 2 (спец. вып.).
- Шмидт В. В. Борьба за Кормчую: государство, общество, Церковь в эпоху Патриарха Никона // Государство, религия, Церковь в России и за рубежом. — 2009. — № 1.
- Шмидт В. В., Кутузова Н. А., Михеева И. Б. Белорусская интеллектуальная традиция в европейской перспективе: историко-философский аспект // Государство, религия, Церковь в России и за рубежом. — 2011. — № 3.
- Шмидт В. В. О знаке и символе в религии и обществе в аспектах межинституционального диалога // Религиоведение. — 2011. — № 3.
- Шмидт В. В. «Патрология Россика»: перспективы исторического и метафизического бытия «Русского мира» // Кириллица: от возникновения до наших дней. — СПб, 2011.
- Шмидт В. В., Телегин В. Н., Телегина С. В. Религиозный фактор как инструмент политики стран Европейского Союза // Евразия: духовные традиции народов. — 2012. — № 2.
- Шмидт В. В., Харитонов А. С. Практикующая философия: к обоснованию телеологического подхода // Евразия: духовные традиции народов. — 2012. — № 3.
- Шмидт В. В., Кимелев Ю. А., Петр (Еремеев), игумен. Модель религиоведческого и теологического образования в системе образования России // Евразия: духовные традиции народов. — 2012. — № 3.
- Шмидт В. В., Мельник С. В. Региональный центр «духовной силы» Евразии: 10 лет диалога мировых и традиционных религий // Евразийский Союз: вопросы международных отношений. — 2013. — Вып. 2(3).
- Шмидт В. В., Данненберг А. Н. Религиозное пространство Евразии: к проблеме диалога // Евразия: духовные традиции народов. — 2013. — № 1-2.
- Шмидт В. В., Козлов М. В. Религиозный фактор и идеология: проблемы метода социально-политического моделирования // Евразия: духовные традиции народов. — 2013. — № 3-4.
- Шмидт В. В., Мельник С. В. Межрелигиозный Совет России: опыт 15 лет и проблемы диалога // Евразия: духовные традиции народов. — 2013. — № 3-4.
- Шмидт В. В., Дорошенко С. М. Патриарх Никон и образы Пресвятой Богородицы на Руси // Евразия: духовные традиции народов. — 2014. — № 3-4.
- Шмидт В. В. Сакральное как феномен бытия: онтологические и политико-идеологические аспекты // Этносоциум и межнациональная культура. — 2014. — № 10 (76).
- Шмидт В. В. Слово к человеку и миру о бытии и его статусах — грани человека и мира (deja vu возрастов и смыслов на тему смерть, суд, Воскресенье) // Миссия конфессий. — 2015. — № 7 (11).
- Shmidt W. Das Heilige als Phänomen des Seins: Ontologie und Ideologie [Священное как феномен бытия: онтология и идеология] // Das Heilige als Problem der gegenwärtigen Religionswissenschaft [Священное как проблема современного религиоведения] / hrsg W. Gantke, V. Serikov. — Frankfurt am Main: Peter Lang, 2015.
- Шмидт В. В. Религиоведение в системе вызовов и народохозяйственных задач России начала XXI в. // Религиоведческие исследования. — 2015. — № 1 (11).
- Шмидт В. В. Религиоведение и Теология — науки о религии: к проблеме отраслевого строительства // Миссия конфессий. — 2016. — № 14.
- Шмидт В. В. Всеправославный Собор и эпоха глобальных вызовов: возможны ли место и роль в условиях нового миропорядка? // Этносоциум и межнациональная культура. — 2016. — № 8 (98).
- Шмидт В. В., Сапан И. Е. «Старый» Сократ и «Новый» Платон: хочешь иметь мир — будь его творцом // Миссия конфессий. — 2018. — Т. 7. Ч. 4 (№ 31) .
- Шмидт В. В., Сапан И. Е. Проявить Сократа может лишь Платон, или записка «нового» Баламута // Миссия конфессий. — 2018. — Т. 7. № 5 (32).
- Шмидт В. В. Религия: к проблеме дефиниций // Религиоведение. — 2018. — № 4.
- Шмидт В. В., Ризоев Ш. Х. Власть: к проблеме дефиниций // Вестник Томского государственного университета. Сер. История. — 2019. — № 58.
- Шмидт В. В. Специалист в сфере национальных и религиозных отношений: профессиональный стандарт // Этносоциум и межнациональная культура. — 2019. — № 8 (134).
- Шмидт В. В., Ненашев А. Н. Профессиональный стандарт «Специалист в сфере национальных и религиозных отношений»: политический аспект и идеологический контекст // Евразийский Союз: вопросы международных отношений. — 2019. — № 2.
- Шмидт В. В., Аллахвердян Я. О., Богачёв М. И., Элбакян Е. С. Религиоведение в контексте национальной безопасности // Государственная служба. — 2019. — Т. 21, № 2.
- Шмидт В. В., Шукуровский А. Р. Государственная политика России в сфере культуры в первой четверти XXI века: проблемы модели и особенности // Вопросы политологии. — 2020. — № 5 (57)

## Публицистика
- Шмидт В. В. «Патриарх Никон достоин вечного благодарения от Церкви» // Лампада. — 2006. — № 11.
- Шмидт В. В. Юбилей Патриарха Никона // Вестник Российского философского общества. — 2006. — № 2 (38).
- Шмидт В. В. Вряд ли можно согласиться с жёсткой позицией, выраженной в Обращении 10 академиков // Credo.press, 06.08.2007
- Шмидт В. В. Патриарх Никон: Кому нужна мистификация образа русского Святителя // Русский дом. — 2007. — № 8.
- Шмидт В. В. Дж. Биллингтон и Патриарх Никон: к идеологии американской политики в отношении славяно-россов. // Русская народная линия, 18.06.2007
- Шмидт В. В. Новый Иерусалим: проблемы восстановления Архивная копия от 2 ноября 2012 на Wayback Machine // Православие.ru, 20.07.2009 г.
- Шмидт В. В. Религиоведение в России вчера, сегодня, завтра Архивная копия от 2 августа 2019 на Wayback Machine // Православие.ru, 17.08.2011 г.
- Шмидт В. В. "Раскол" о расколе? Архивная копия от 2 февраля 2017 на Wayback Machine // Православие.ru, 11.11.2011 г.
- свящ. Яков Кротов, Шабуров Н. В., Шмидт В. В., Элбакян Е. С. Между религией и наукой: дискуссия Архивная копия от 27 января 2021 на Wayback Machine // Радио Свобода, 20.02.2016 г.